# Chinese Taipei Open
Die Chinese Taipei Open sind die offenen internationalen Meisterschaften von Taiwan im Badminton. Sie werden seit 1980 in einem jährlichen Rhythmus ausgetragen. In den Anfangsjahren der Wettkampfserie wurde das Turnier auch als Taipei Masters oder Taiwan Open bezeichnet, seit 2022 nur noch kurz Taipei Open. 1998 und 2001 pausierten die Chinese Taipei Open aufgrund der wirtschaftlichen Krise in Asien. Die Chinese Taipei Open gehören dem BWF Grand Prix Gold an und sind vor dem Chinese Taipei Grand Prix das bedeutendste Badminton-Turnier in Taiwan.

## Die Sieger
| Saison    | Herreneinzel           | Dameneinzel       | Herrendoppel                            | Damendoppel                                     | Mixed                                        |
| --------- | ---------------------- | ----------------- | --------------------------------------- | ----------------------------------------------- | -------------------------------------------- |
| 1980      | Flemming Delfs         | Lene Køppen       | Hadibowo Bobby Ertanto                  | Nora Perry Jane Webster                         | nicht ausgetragen                            |
| 1981      | Kevin Jolly            | Hwang Sun-ai      | Liu Hon-jai Tseng Hsueh-chih            | Nora Perry Jane Webster                         | nicht ausgetragen                            |
| 1982      | Hadiyanto              | Ivanna Lie        | Martin Dew Mike Tredgett                | Nora Perry Jane Webster                         | nicht ausgetragen                            |
| 1983      | Icuk Sugiarto          | Kirsten Larsen    | Hadibowo Bobby Ertanto                  | Gillian Clark Gillian Gilks                     | nicht ausgetragen                            |
| 1984      | Morten Frost           | Ivanna Lie        | Thomas Kihlström Stefan Karlsson        | Karen Beckman Gillian Gilks                     | nicht ausgetragen                            |
| 1985      | Lius Pongoh            | Helen Troke       | Hariamanto Kartono Rudy Heryanto        | Gillian Clark Nora Perry                        | Martin Dew Gillian Gilks                     |
| 1986      | Sze Yu                 | Kirsten Larsen    | Razif Sidek Jalani Sidek                | Ivanna Lie Verawaty Wiharjo                     | Billy Gilliland Nora Perry                   |
| 1987      | Misbun Sidek           | Kirsten Larsen    | Eddy Hartono Liem Swie King             | Chung Myung-hee Hwang Hye-young                 | Steen Fladberg Gillian Clark                 |
| 1988      | Icuk Sugiarto          | Kirsten Larsen    | Sawei Chanseorasmee Sakrapee Thongsari  | Christine Magnusson Maria Bengtsson             | Andy Goode Gillian Gowers                    |
| 1989      | Morten Frost           | Christine Gandrup | Razif Sidek Jalani Sidek                | Maria Bengtsson Christine Gandrup               | Henrik Svarrer Dorte Kjær                    |
| 1990      | Eddy Kurniawan         | Chun Sung-suk     | Mark Christiansen Michael Kjeldsen      | Gillian Clark Gillian Gowers                    | Thomas Lund Pernille Dupont                  |
| 1991      | Hermawan Susanto       | Susi Susanti      | Razif Sidek Jalani Sidek                | Kimiko Jinnai Hisako Mori                       | Thomas Lund Pernille Dupont                  |
| 1992      | Ardy Wiranata          | Yuliani Santosa   | Cheah Soon Kit Soo Beng Kiang           | Gil Young-ah Shim Eun-jung                      | Pär-Gunnar Jönsson Maria Bengtsson           |
| 1993      | Heryanto Arbi          | Lim Xiaoqing      | Cheah Soon Kit Soo Beng Kiang           | Christine Magnusson Lim Xiaoqing                | Denny Kantono Zelin Resiana                  |
| 1994      | Heryanto Arbi          | Susi Susanti      | Rudy Gunawan Bambang Suprianto          | Finarsih Lili Tampi                             | Michael Søgaard Gillian Gowers               |
| 1995      | Hermawan Susanto       | Lim Xiaoqing      | Denny Kantono S. Antonius Budi Ariantho | Rikke Olsen Helene Kirkegaard                   | Jens Eriksen Rikke Olsen                     |
| 1996      | Dong Jiong             | Susi Susanti      | Pär-Gunnar Jönsson Peter Axelsson       | Ge Fei Gu Jun                                   | Michael Søgaard Rikke Olsen                  |
| 1997      | Peter Gade             | Camilla Martin    | Candra Wijaya Sigit Budiarto            | Park Soo-yun Yim Kyung-jin                      | Sandiarto Finarsih                           |
| 1998      | nicht ausgetragen      | nicht ausgetragen | nicht ausgetragen                       | nicht ausgetragen                               | nicht ausgetragen                            |
| 1999      | Fung Permadi           | Dai Yun           | Denny Kantono S. Antonius Budi Ariantho | Helene Kirkegaard Rikke Olsen                   | Liu Yong Ge Fei                              |
| 2000      | Peter Gade             | Mia Audina        | Candra Wijaya Tony Gunawan              | Ra Kyung-min Chung Jae-hee                      | Michael Søgaard Rikke Olsen                  |
| 2001      | nicht ausgetragen      | nicht ausgetragen | nicht ausgetragen                       | nicht ausgetragen                               | nicht ausgetragen                            |
| 2002      | Taufik Hidayat         | Wang Chen         | Ha Tae-kwon Kim Dong-moon               | Saralee Thungthongkam Sathinee Chankrachangwong | Tri Kusharyanto Emma Ermawati                |
| 2003      | Wong Choong Hann       | Mia Audina        | Ha Tae-kwon Kim Dong-moon               | Ra Kyung-min Lee Kyung-won                      | Kim Dong-moon Ra Kyung-min                   |
| 2004      | Lee Chong Wei          | Chie Umezu        | Chan Chong Ming Koo Kien Keat           | Chien Yu-chin Cheng Wen-hsing                   | Koo Kien Keat Wong Pei Tty                   |
| 2005      | Lee Hyun-il            | Tracey Hallam     | Tony Gunawan Halim Haryanto             | Chien Yu-chin Cheng Wen-hsing                   | Tony Gunawan Cheng Wen-hsing                 |
| 2006      | Lin Dan                | Zhang Ning        | Fu Haifeng Cai Yun                      | Lee Kyung-won Lee Hyo-jung                      | Nova Widianto Liliyana Natsir                |
| 2007      | Sony Dwi Kuncoro       | Wang Chen         | Markis Kido Hendra Setiawan             | Chien Yu-chin Cheng Wen-hsing                   | Flandy Limpele Vita Marissa                  |
| 2008      | Simon Santoso          | Saina Nehwal      | Mathias Boe Carsten Mogensen            | Chien Yu-chin Cheng Wen-hsing                   | Devin Lahardi Fitriawan Lita Nurlita         |
| 2009      | Nguyễn Tiến Minh       | Cheng Shao-chieh  | Chen Hung-ling Lin Yu-lang              | Yang Wei Zhang Jiewen                           | Valiyaveetil Diju Jwala Gutta                |
| 2010      | Simon Santoso          | Cheng Shao-chieh  | Jung Jae-sung Lee Yong-dae              | Kim Min-jung Lee Hyo-jung                       | Hendra Gunawan Vita Marissa                  |
| 2011      | Tommy Sugiarto         | Sung Ji-hyun      | Ko Sung-hyun Yoo Yeon-seong             | Ha Jung-eun Kim Min-jung                        | Ko Sung-hyun Eom Hye-won                     |
| 2012      | Nguyễn Tiến Minh       | Tai Tzu-ying      | Zakry Abdul Latif Fairuzizuan Tazari    | Pia Zebadiah Rizki Amelia Pradipta              | Muhammad Rizal Debby Susanto                 |
| 2013      | Son Wan-ho             | Sung Ji-hyun      | Kim Ki-jung Kim Sa-rang                 | Jung Kyung-eun Kim Ha-na                        | Shin Baek-cheol Jang Ye-na                   |
| 2014      | Lin Dan                | Sung Ji-hyun      | Andrei Adistia Hendra Gunawan           | Nitya Krishinda Maheswari Greysia Polii         | Liu Yuchen Yu Xiaohan                        |
| 2015      | Chen Long              | Wang Yihan        | Fu Haifeng Zhang Nan                    | Nitya Krishinda Maheswari Greysia Polii         | Ko Sung-hyun Kim Ha-na                       |
| 2016      | Chou Tien-chen         | Tai Tzu-ying      | Li Junhui Liu Yuchen                    | Huang Dongping Zhong Qianxin                    | Zheng Siwei Chen Qingchen                    |
| 2017      | Chou Tien-chen         | Saena Kawakami    | Chen Hung-ling Wang Chi-lin             | Chae Yoo-jung Kim So-young                      | Seo Seung-jae Kim Ha-na                      |
| 2018      | Lee Zii Jia            | Tai Tzu-ying      | Chen Hung-ling Wang Chi-lin             | Nami Matsuyama Chiharu Shida                    | Alfian Eko Prasetya Marsheilla Gischa Islami |
| 2019      | Chou Tien-chen         | Sung Ji-hyun      | Goh V Shem Tan Wee Kiong                | Jongkolphan Kititharakul Rawinda Prajongjai     | Tang Chun Man Tse Ying Suet                  |
| 2020 2021 | nicht ausgetragen      | nicht ausgetragen | nicht ausgetragen                       | nicht ausgetragen                               | nicht ausgetragen                            |
| 2022      | Chou Tien-chen         | Tai Tzu-ying      | Man Wei Chong Tee Kai Wun               | Tsang Hiu Yan Ng Tsz Yau                        | Lee Chun Hei Ng Tsz Yau                      |
| 2023      | Chico Aura Dwi Wardoyo | Tai Tzu-ying      | Man Wei Chong Tee Kai Wun               | Lee Yu-lim Shin Seung-chan                      | Chen Tang Jie Toh Ee Wei                     |
| 2024      | Lin Chun-yi            | Sim Yu-jin        | Lee Jhe-huei Yang Po-hsuan              | Febriana Dwipuji Kusuma Amallia Cahaya Pratiwi  | Pakkapon Teeraratsakul Phataimas Muenwong    |
| 2025      | Loh Kean Yew           | Tomoka Miyazaki   | Chiu Hsiang-chieh Wang Chi-lin          | Hsieh Pei-shan Hung En-tzu                      | Jafar Hidayatullah Felisha Pasaribul         |